# Landkreis Bischofteinitz

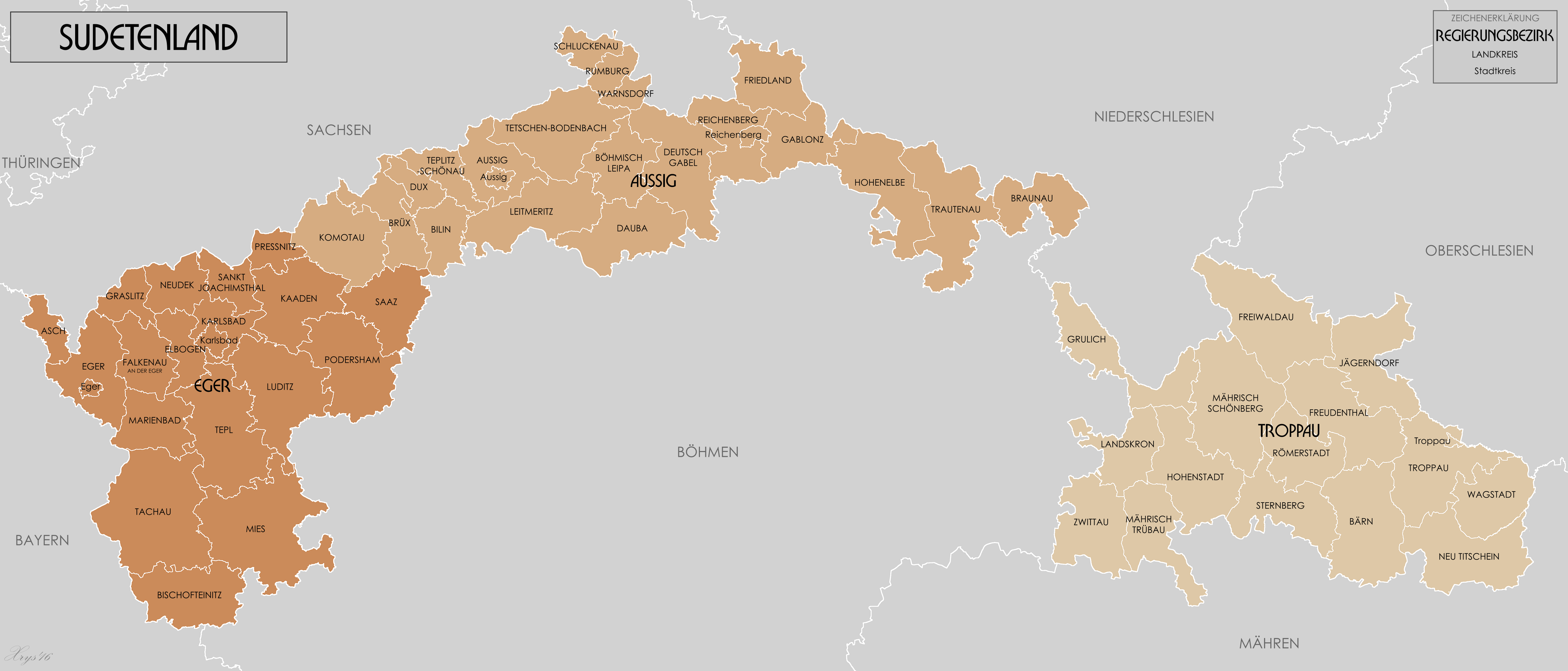
Verwaltungskarte des Reichsgaus Sudetenland

Der deutsche Landkreis Bischofteinitz im Sudetenland bestand in der Zeit von 1938 bis 1945. Er umfasste am 1. Januar 1945:
- 3 Städte: Bischofteinitz, Hostau und Ronsperg
- 3 Märkte: Eisendorf, Muttersdorf und Weißensulz
- 88 weitere Gemeinden.

Am 1. Dezember 1930 hatte das Gebiet des Landkreises Bischofteinitz 35.198 Einwohner, am 17. Mai 1939 waren es 33.484 und am 22. Mai 1947 16.458 Bewohner.

## Verwaltungsgeschichte

### Tschechoslowakei / Deutsche Besatzung
Vor dem Münchener Abkommen vom 29. September 1938 gehörten die politischen Bezirke Domažlice und Horšovský Týn zur Tschechoslowakei.
In der Zeit vom 1. bis 10. Oktober 1938 rückten gemäß dem Münchener Abkommen deutsche Truppen in das Sudetenland ein. Die politischen Bezirke Domažlice (teilweise) und Horšovský Týn (teilweise) trugen fortan die früheren deutsch-österreichischen Bezeichnungen Taus und Bischofteinitz. Der politische Bezirk Bischofteinitz umfasste die Gerichtsbezirke Bischofteinitz (teilweise), Hostau und Ronsperg. Der Restteil des politischen Bezirks Taus umfasste Teile des Gerichtsbezirks Taus (ohne den Ort Taus). Seit dem 20. November 1938 führten die politischen Bezirke Bischofteinitz und Taus die Bezeichnung „Landkreis“. Sie unterstanden bis zu diesem Tage dem Oberbefehlshaber des Heeres, Generaloberst Walther von Brauchitsch, als Militärverwaltungschef.

### Deutsches Reich
Am 21. November 1938 wurde das Gebiet der Landkreise Bischofteinitz und Taus förmlich in das Deutsche Reich eingegliedert und kam zum Verwaltungsbezirk der Sudetendeutschen Gebiete unter dem Reichskommissar Konrad Henlein.
Sitz der Kreisverwaltung wurde die Stadt Bischofteinitz.
Ab dem 15. April 1939 galt das Gesetz über den Aufbau der Verwaltung im Reichsgau Sudetenland (Sudetengaugesetz). Danach kamen die Landkreise Bischofteinitz und Taus zum Reichsgau Sudetenland und wurden dem neuen Regierungsbezirk Eger mit dem Sitz des Regierungspräsidenten in Karlsbad zugeteilt.
Zum 1. Mai 1939 wurde eine Neugliederung der teilweise zerschnittenen Kreise im Sudetenland verfügt. Danach blieb der Landkreis Bischofteinitz in seinen bisherigen Grenzen erhalten. Er erhielt Teile des Landkreises Taus, während dessen Rest in das Land Bayern, Regierungsbezirk Niederbayern-Oberpfalz, eingegliedert wurde.
Zum 15. Juli 1939 wurde im Wege einer Grenzbegradigung die Gemeinde Nimvorgut aus dem Landkreis Bischofteinitz in den Kreis Markt Eisenstein/Bayern umgegliedert. Bei diesem Zustand blieb es bis zum Ende des Zweiten Weltkriegs.
Seit 1945 gehörte das Gebiet bis zu ihrer Auflösung zur Tschechoslowakei. Heute ist es ein Teil der Tschechischen Republik.

## Landräte
1938–1939: Heinz Wirsching
1939–9999: Helmut Liese (kommissarisch)
1939–1945: Erich Heger
1945: Heinrich Schlögl

## Kommunalverfassung
Bereits am Tag vor der förmlichen Eingliederung in das Deutsche Reich, nämlich am 20. November 1938, wurden alle Gemeinden der Deutschen Gemeindeordnung vom 30. Januar 1935 unterstellt, welche die Durchsetzung des Führerprinzips auf Gemeindeebene vorsah. Es galten fortan die im bisherigen Reichsgebiet üblichen Bezeichnungen, nämlich statt:
- Ortsgemeinde: Gemeinde,
- Marktgemeinde: Markt,
- Stadtgemeinde: Stadt,
- Politischer Bezirk: Landkreis.

## Ortsnamen
Es galten die bisherigen Ortsnamen weiter, und zwar in der deutsch-österreichischen Fassung von 1918.

## Städte und Gemeinden
- Alt Gramatin
- Amplatz
- Berg
- Bischofteinitz
- Blisowa
- Cernahora
- Czarlowitz
- Dingkowitz
- Dobraken
- Dobrowa
- Eisendorf
- Frohnau
- Gibacht
- Groß Gorschin
- Groß Malowa
- Heiligenkreuz
- Hoch Semlowitz
- Holubschen
- Horschau
- Hoslau
- Hostau
- Klein Malowa
- Klein Semlowitz
- Kotzoura
- Krakau
- Kreberscham
- Liebeswar
- Linz
- Maschowitz
- Meeden
- Melmitz
- Meßhals
- Metzling
- Mirikau
- Mirkowitz
- Mogolzen
- Münchsdorf
- Mukowa
- Murchowa
- Muttersdorf
- Nahoschitz
- Natschetin
- Neid
- Nemcitz
- Nemlowitz
- Neubau
- Neu Gramatin
- Nimvorgut[1]
- Obermedelzen
- Pirk
- Plöß
- Podrasnitz
- Pössigkau
- Polschitz
- Potzowitz
- Preß
- Raschnitz
- Rindl
- Ronsperg
- Sadl
- Schilligkau
- Schitarschen
- Schittwa
- Schlattin
- Schmolau
- Schwanenbrückl
- Schwarzach
- Semeschitz
- Sirb
- Stockau
- Tannawa
- Taschlowitz
- Trebnitz
- Trohatin
- Untermeldelzen
- Waier
- Waltersgrün
- Wasserau
- Wassertrompeten
- Webrowa
- Weirowa
- Weißensulz
- Widlitz
- Wilkenau
- Wistersitz
- Witana
- Wonischen
- Worowitz
- Wostirschen
- Wottawa
- Zemschen
- Zetschin
- Zetschowitz
- Zwingau
- Zwirschen